# Melisa
Melisa é um gênero de traça pertencente à família Arctiidae.